# Bimbuś
Bimbuś – polski szybowiec amatorski zbudowany w dwudziestoleciu międzywojennym. Wziął udział w II Wszechpolskim Konkursie Szybowcowym.

## Historia
W 1925 roku kapitan Franciszek Jach zaprojektował szybowiec o nazwie „Bimbuś”, który został zbudowany w warsztatach przy 3. pułku lotniczym. Szybowiec zgłoszono do udziału w II Wszechpolskim Konkursie Szybowcowym, rozegranym w dniach 17 maja – 14 czerwca 1925 roku na Oksywiu koło Gdyni.
Szybowiec został przetransportowany na miejsce zawodów w połowie maja 1925 roku i otrzymał numer konkursowy 3. Podczas zawodów wykonywał na nim loty konstruktor, którego 2 czerwca 1925 roku zastąpił plut. Władysław Szulczewski (pilot 3. pułku lotniczego). Na szybowcu wykonano kilka lotów, ich dokładna liczba nie jest znana. W czasie próbnego lotu Władysław Szulczewski utrzymał się w powietrzu przez 20 sekund i pokonał 200 metrów, natomiast podczas konkursu został udokumentowany jego lot trwający 16 sekund, w czasie których szybowiec przeleciał dystans 260 metrów. W trakcie innego lotu pilot lądując, z trudem ominął pozostawiony przez rolników wóz. Podczas jednego z lądowań szybowiec odniósł lekkie uszkodzenia, które naprawiono na miejscu.

## Konstrukcja
Jednomiejscowy szybowiec konstrukcji drewnianej, w układzie górnopłatu.
Kadłub wykonany z płaskiej kratownicy, usztywnionej naciągami mocowanymi do płata. Kabina pilota otwarta, osłonięta obudową wykonaną ze sklejki. Płat o obrysie prostokątnym, dwudźwigarowy, kryty sklejką do pierwszego dźwigara, dalej płótnem. Środkowa część płata w postaci baldachimu była mocowana do kadłuba zastrzałami, które nad baldachimem zbiegały się w tzw. kozioł przeciwkapotażowy, który jednocześnie spełniał rolę wysięgnika dla linek usztywniających płat. Linki naciągowe były mocowane do kozła i do dolnej części kadłuba. Podwozie jednotorowe złożone z jesionowej płozy głównej i płozy ogonowej.